# Осока узколистная
Осока узколистная (лат. Carex stenophylla) — вид травянистых растений рода Осока (Carex) семейства Осоковые (Cyperaceae).

## Ботаническое описание

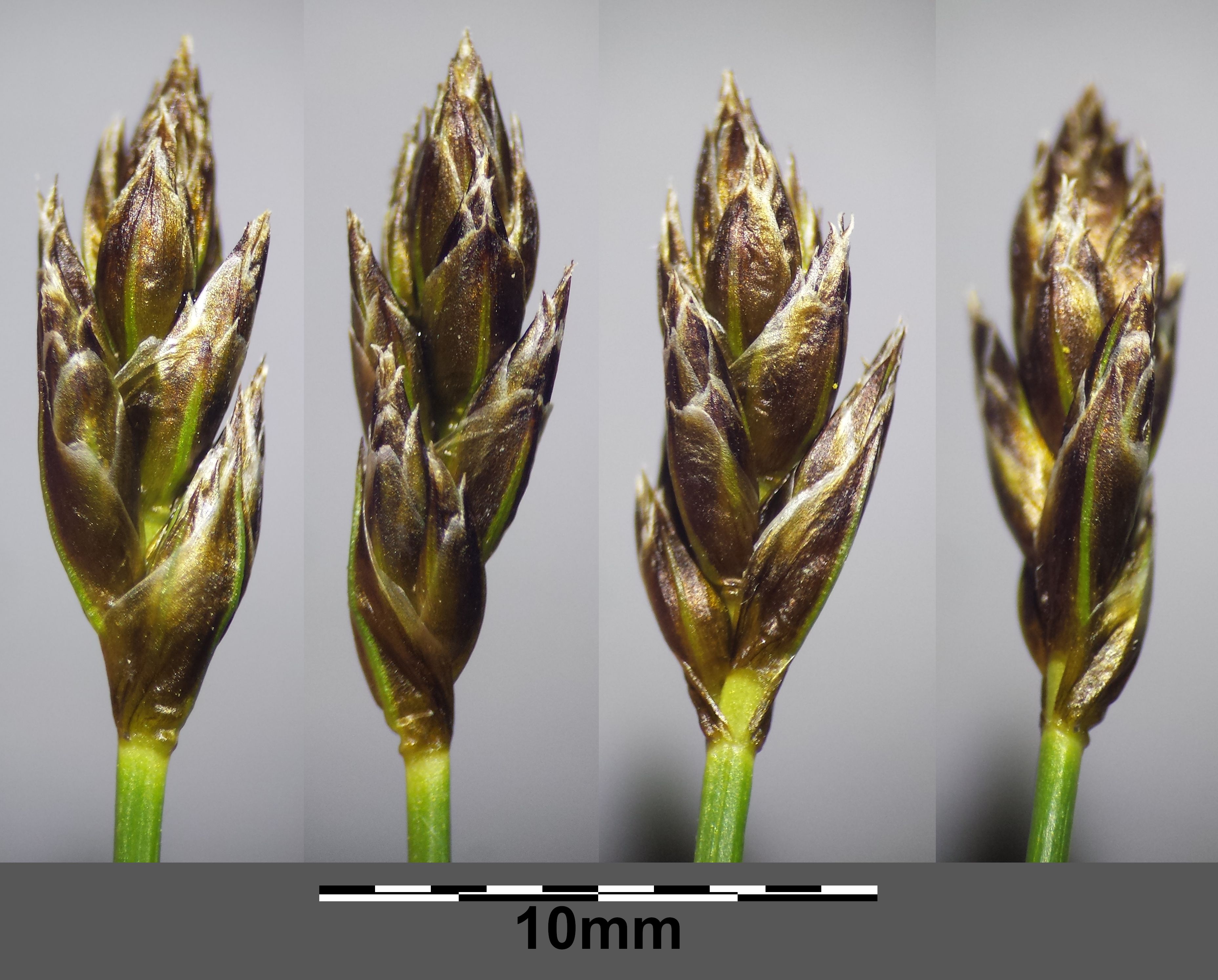
Соцветия

Многолетнее травянистое растение. Корневище не длинное, тонко-шнуровидное, ползучее, извилистое, одетое бурыми волокнистыми остатками разрушенных влагалищ, вместе с которыми оно 1—1,5 мм толщиной. Стебли прямые, 3—20 см высотой и ½—¾ мм толщиной, тупо-трёхгранные, по углам гладкие, редко в верхней части едва шероховатые, при основании одетые бурыми влагалищами. Листья жестковатые, серовато-зелёные, вдоль свёрнутые, и оттого на верхней стороне желобчатые, а на нижней закруглённые, обычно короче стебля реже равны ему, ⅓—½ мм шириной, иногда некоторые почти плоские и тогда до 1 мм шириной.
Соцветие плотное, продолговато-эллиптическое, при созревании плодов почти яйцевидное, 7—15 мм длиной и 6—10 мм шириной, при основании с коротким, сходным с чешуйками, но остисто-заострённым прицветником, не превышающим соцветия. Колосков в соцветии 3—6; в верхней части они с мужскими, а в нижней — с женскими цветками. Прицветные чешуйки яйцевидные, заострённые, бурые с более светлой срединной полоской и по краям беловато-плёнчатые, обычно немного короче мешочков, реже почти равны им. Зрелые мешочки бурые, лоснящиеся, яйцевидные, 3—3,5 мм длиной и 1,5—2 мм шириной, постепенно суженные, в короткий, на кончике нерезко 2-зубчатый носик, на одной стороне плоские, с другой выпуклые, со многими довольно резко выдающимися жилками (редко без них), по бокам с очень узкой толстоватой и в верхней части мелко-зазубренной каймой. Рылец 2. Цветение во второй половине апреля и в мае, плодоношение с мая по июнь.

## Распространение и экология
Евразия. Растёт в ковыльных и типцово-полынных степях на черноземной и каштановой почвах, также на сухих солонцеватых местах, на задернованных и каменистых степных склонах, на задернованных или приречных песках, на сухих лугах с песчаной почвой, на лесостепных опушках и в разреженных лесах.